# Hrehory Jozafat Siellicki
Hrehory Jozafat Siellicki (Sielicki, Sielecki) herbu Korczak (zm. w maju 1676 roku) – strażnik połocki w latach 1658-1676.
Był elektorem Michała Korybuta Wiśniowieckiego z województwa połockiego w 1669 roku.